# Ázsia történelme

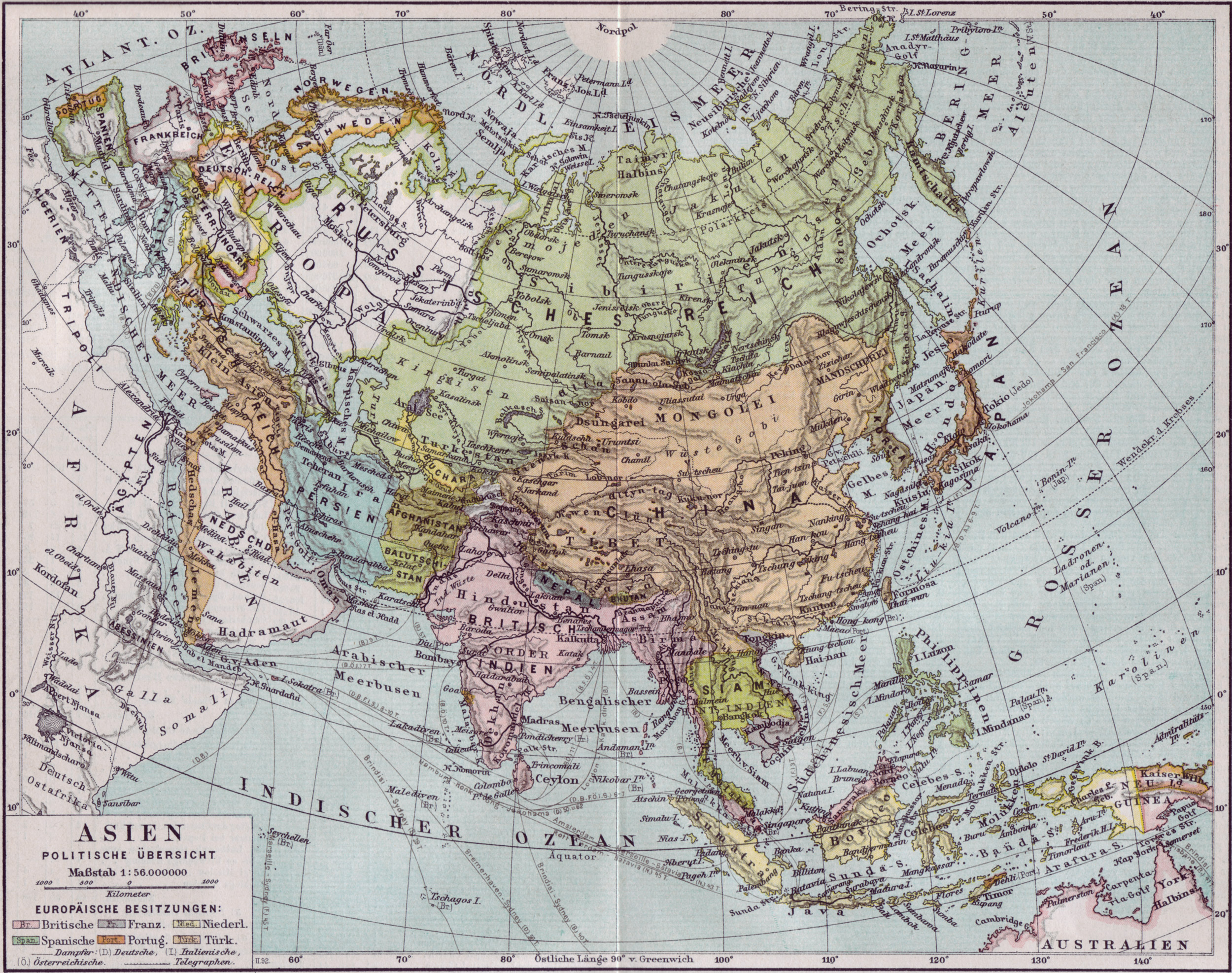
Térkép Ázsiáról az 1890-es évekből

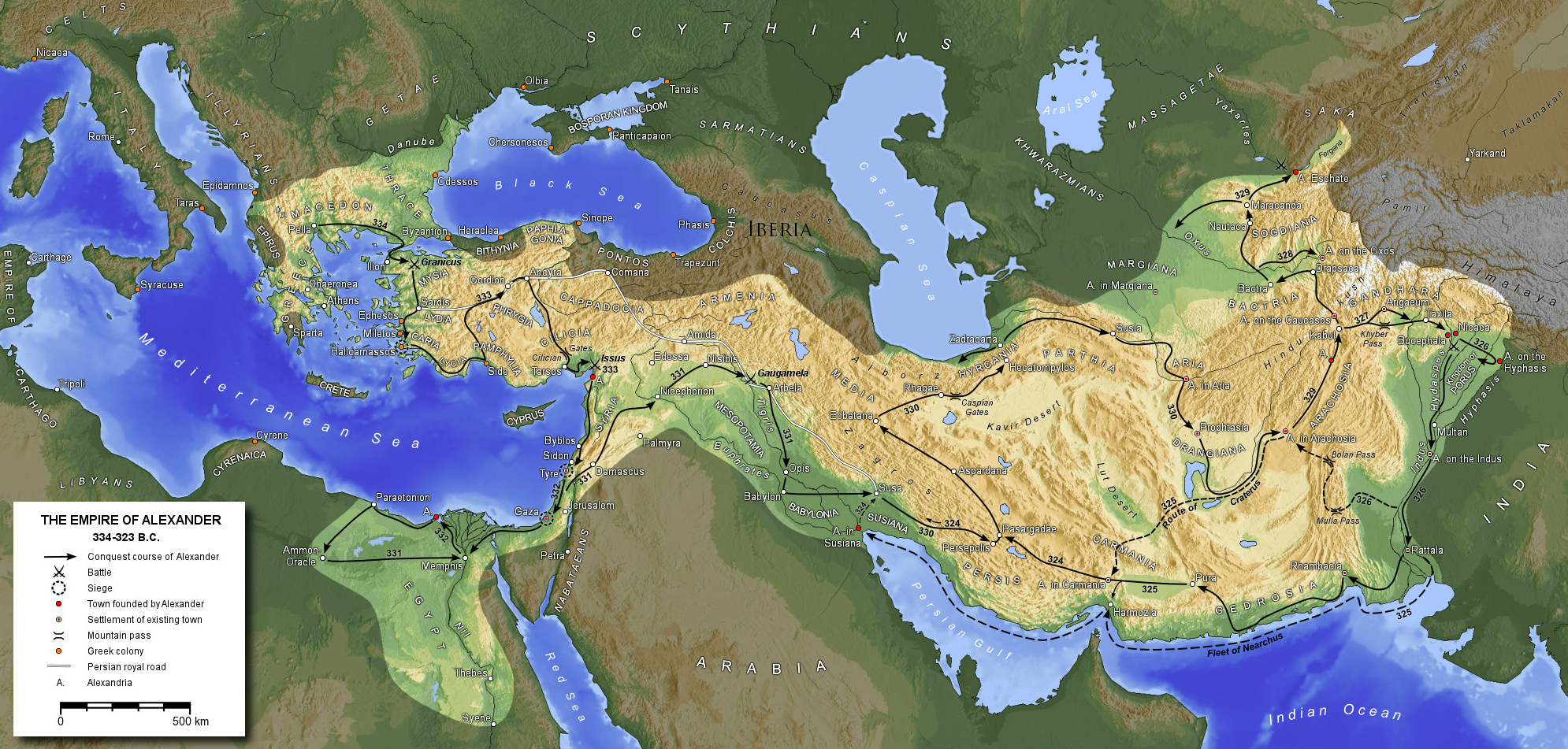
Nagy Sándor birodalma

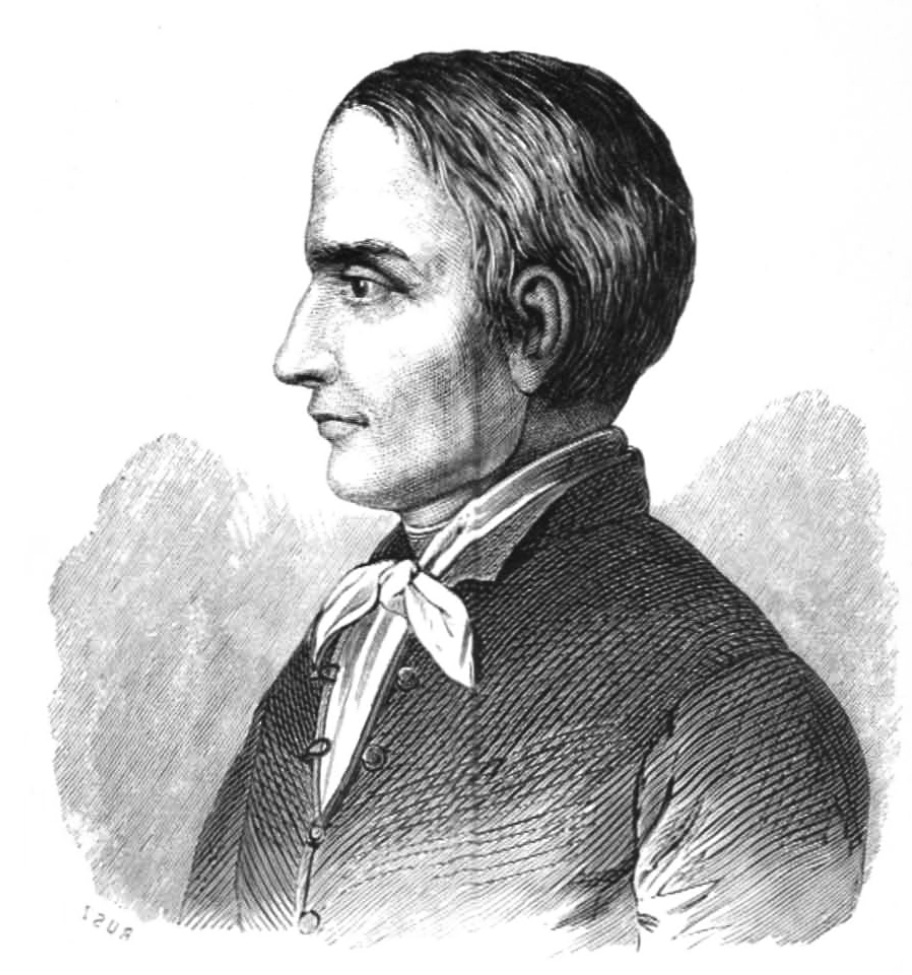
Kőrösi Csoma Sándor arcképe

Ázsia kontinens történelme évezredekre tekint vissza.

## A kontinens népei
A kontinens népei rendkívül kevertek, mongolid (kínai, koreai, japán, vietnámi, burmai, maláj stb.), europid (indiai, iráni, kaukázusi, orosz stb.), valamint ausztralid típusú emberek élnek itt. A különféle ázsiai népek kultúrája és gazdasági-technikai fejlettsége a történelem során mindig igen különböző volt.
Eurázsia nagy kiterjedése miatt a különböző részein élő nemzetek sokáig nem sokat tudtak egymásról. Az Ázsia távoli részei közötti felfedezőutak már az i. e. 6. században elkezdődtek I. Dareiosz perzsa király parancsára, amikor is a perzsák az Indus torkolatát derítették fel. Az európaiak az ókorban csak Délnyugat-Ázsia egyes részeit ismerték (a görög és római hódítások révén).

## Ázsia felfedezésének története
Az európaiak Ázsia keleti és belső területeivel csak a 13. századtól ismerkedtek meg. Marco Polo velencei utazó kereskedő 1271-ben szárazföldi úton elindult Kínába. Kis-Ázsián, a Kaukázus déli részén, a Kaszpi-tenger déli partvidékén áthaladva Közép-Ázsiába érkezett. Innen aztán a Pamír és a Tien-san hegységek lábainál húzódó keskeny völgyeken át eljutott a mai Kína területére, és elérte annak keleti partvidékét. Jelentős szerepe volt abban, hogy az európaiak kapcsolatba kerültek azzal a fejlett civilizációval, amely például a könyvnyomtatást és a selymet feltalálta.
A további utazók Ázsiát a tenger felől közelítették meg. A kora újkortól a portugálok, spanyolok és oroszok sorra indították expedícióikat a partvidékek és a belső területek megismerésére. Vasco da Gama portugál hajós 1499-ben eljutott Indiába; előbb azonban körülhajózta Afrikát. Néhány évtizeddel később Ázsia partjaihoz délkelet felől egy további portugál expedíció érkezett. Vezetője, Ferdinand Magellan (Fernão de Magalhães) azonban nem sokkal később életét vesztette a bennszülöttekkel vívott harcban a Fülöp-szigeteken. Északon a Jeges-tenger és a Csendes-óceán közötti Bering-szoros felfedezésében – leküzdve a nehéz feltételeket – az orosz expedíciók szereztek érdemeket. A technikailag legfejlettebb (kínai és japán) civilizációk azonban a 19. század második feléig csaknem teljesen zárt területek maradtak az idegenek számára.

### Ázsia felfedezői
Az első jelentősebb „felfedezőutat” az ókorban Nagy Sándor hadjáratai jelentették, amely során egészen az Indus torkolatáig jutottak az  i. e. 4. században. A kereskedők révén India drágaköveivel, fűszereivel, Kína selymeivel ismerkedhettek meg a Római Birodalom népei. A középkorban egyre több hajós kereskedő jelent meg India, Malájföld, Kína partvonalainál. Az Európát Ázsiával összekötő szárazföldi kereskedelmi úton, a selyemúton nemcsak kereskedők, hanem hittérítők, papok és követek is megfordultak. Hitelt érdemlően először a velencei Marco Polo írta le a távoli ázsiai területek, birodalmak sajátosságait az 1200-as években. 1498-ban a portugál hajós Vasco da Gama Afrika megkerülésével jutott el Indiába. 1519-ben a Ferdinand Magellan vezetésével hajóflotta indult a Csendes-óceán és az Atlanti-óceán közti átjáró megkeresésére a spanyol király támogatását elnyerve, az átjárót meg is találták, viszont a körbehajózás folytatását választók közül csak egyetlen hajó tért vissza 19 fővel 1522-ben (Magellán a Fülöp-szigeteken halt meg). A 17. században a hollandok eljutottak a délkelet-ázsiai szigetvilágba. A 18. században a Csendes-óceánt kutató angol James Cook felfedezései voltak a legeredményesebbek. A svéd Sven Hedin a 19. század végén átkelt az óceánokon, majd Szibérián keresztül kínai és tibeti területeket járt be.

### Magyar felfedezők
Ázsia megismeréséhez magyar kutatók is hozzájárultak. A legjelentősebbek: Kőrösi Csoma Sándor 1819-ben kezdődő útjai során gyalog és karavánnal bejárt különböző ázsiai utakat. Egy tibeti kolostorban elkészítette egy 40 000 szóból álló tibeti-angol szótárat és nyelvtant. Baktay Ervin maga is végighaladt Kőrösi útján, ezzel hitelesítve munkáját. Ő India őskultúrájával, és történelmével foglalkozott. Id. Lóczy Lajos geológus, geográfus Széchenyi Béla expedíciójának tagjaként a Himalája földtani szerkezetét vizsgálta. Stein Aurél brit támogatással vezetett expedíciókat Ázsiába. További kutatók: Vámbéry Ármin, Cholnoky Jenő, Prinz Gyula, Germanus Gyula, Xantus János.
A felfedezések után a 19. századtól Ázsia legértékesebb területeit főként európai gyarmatosítók foglalták el. A gyarmati uralom megszűnése hosszú küzdelem eredményeként, a 20. század végére tehető.